# Cycnoderus virginiae
Cycnoderus virginiae là một loài bọ cánh cứng trong họ Cerambycidae.